# Arechavaleta

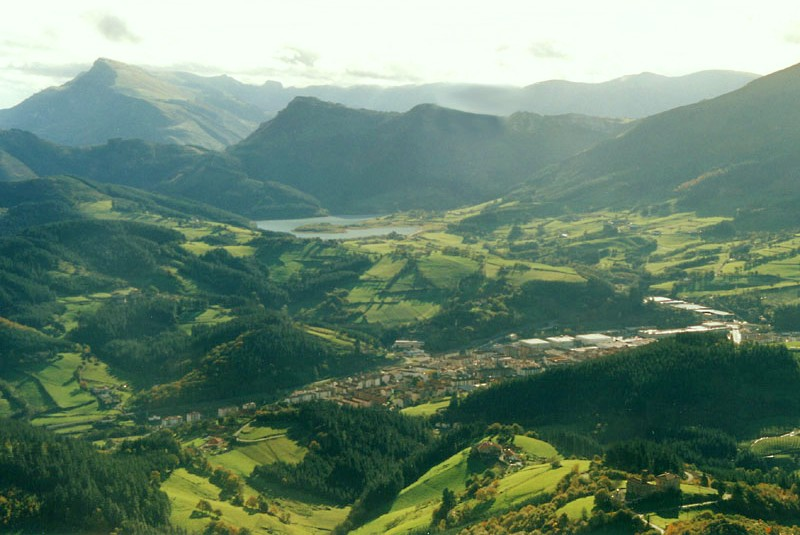
Vista tomada desde el monte Murugain, con el embalse de Urkulu y el monte Aloñamendi al fondo

Arechavaleta (oficialmente en euskera: Aretxabaleta) es un municipio de la provincia de Guipúzcoa, País Vasco (España). Según datos del EUSTAT, tiene una población de 6973 habitantes.

## Toponimia
El topónimo Arechavaleta se compone, según Koldo Mitxelena, de tres elementos; areitz o aretx, que quiere decir roble en los dialectos occidentales del euskera (en euskera batúa se dice haritz), aunque antiguamente tuvo un significado más amplio como 'árbol'; la palabra zabal (ancho) y el sufijo -eta que indica lugar. El nombre, por lo tanto, podría traducirse como 'sitio de robles anchos', 'lugar de árboles anchos' o un nombre similar.
El nombre se ha transcrito tradicionalmente como Arechavaleta, aunque en 1980 el ayuntamiento adoptó oficialmente la forma Aretxabaleta, que es una adaptación del nombre tradicional a las modernas reglas ortográficas del euskera. Esta variante fue publicada en 1989 por el BOE, siendo actualmente la única denominación oficial del municipio a todos los efectos.
Al hablar en euskera, se suele utilizar la forma sincopada Atxabalta, pero esta se ha considerado una variante coloquial del nombre formal y nunca se ha oficializado. De forma análoga el gentilicio es arechavaletano (en euskera aretxabaletarra), aunque en euskera es más habitual la forma sincopada atxabaltarra.

## Demografía
Arechavaleta cuenta con una población de 7194 habitantes (INE 2024).
| Gráfica de evolución demográfica de Arechavaleta entre 1842 y 2021                                                  |
| |
| Población de derecho según los censos de población del INE Población de hecho según los censos de población del INE |

## Patrimonio

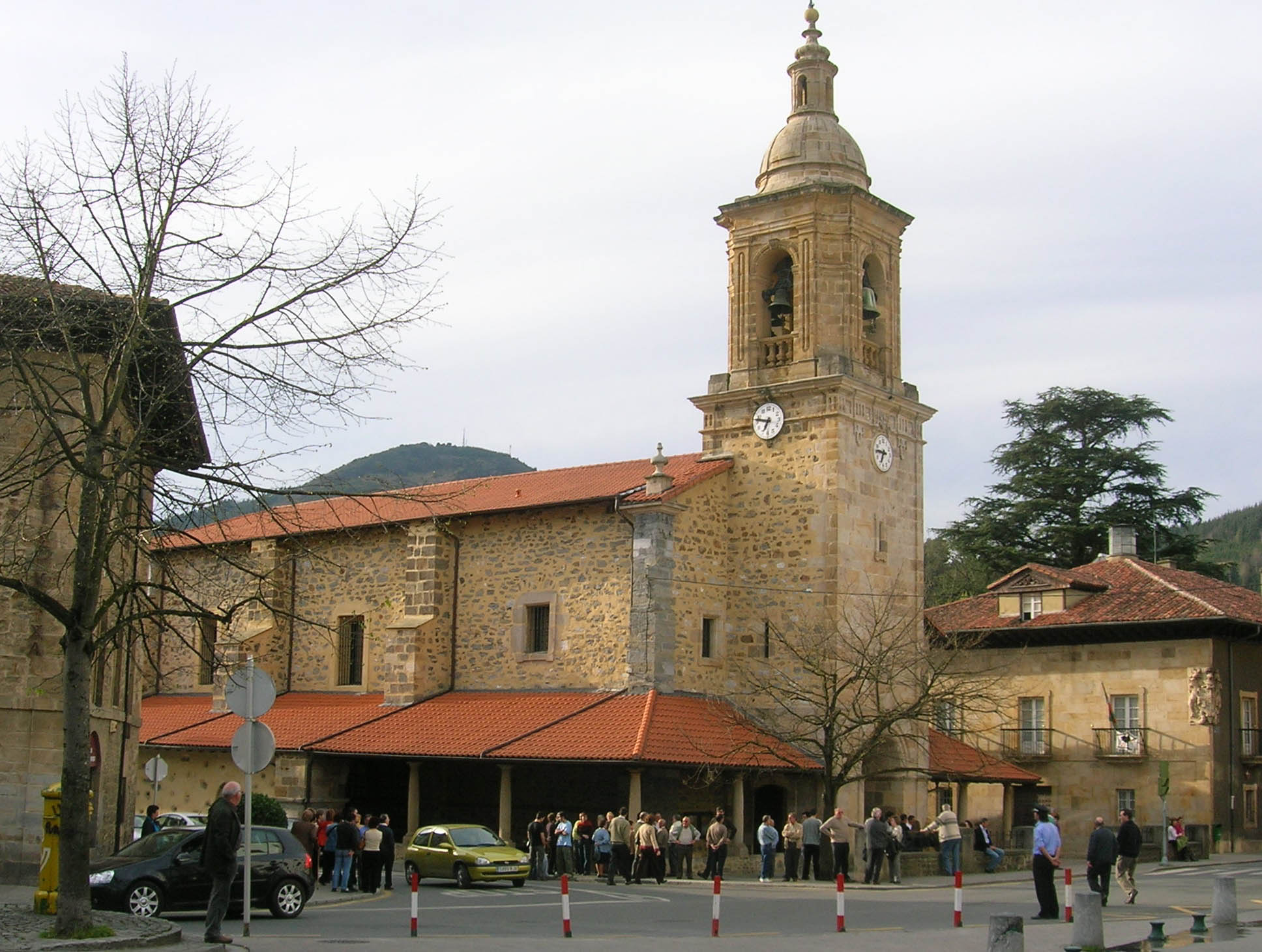
Iglesia de la Asunción de Arechavaleta

- Iglesia de Nuestra Señora de la Asunción.[5]
- Casa torre de los Otalora: en la anteiglesia de Aozaraza.
- Casa torre de Galarza: en la anteiglesia de Galarza.

## Administración y política

### Gobierno municipal
| Partido político                                              | 2023  | 2023       | 2019  | 2019       | 2015  | 2015       | 2011  | 2011       | 2007  | 2007       |
| Partido político                                              | %     | Concejales | %     | Concejales | %     | Concejales | %     | Concejales | %     | Concejales |
| Euskal Herria Bildu (EH Bildu)-Bildu                          | 48,75 | 7          | 39,64 | 6          | 38,34 | 5          | 44,01 | 7          | —     | —          |
| Euzko Alderdi Jeltzalea-Partido Nacionalista Vasco (EAJ-PNV)  | 40,15 | 6          | 48,23 | 7          | 44,84 | 6          | 18,32 | 2          | 21,47 | 3          |
| Partido Socialista de Euskadi-Euskadiko Ezkerra (PSE-EE PSOE) | 5,12  | 0          | 5,70  | 0          | 7,27  | 1          | 7,62  | 1          | 17,04 | 2          |
| Elkarrekin Podemos-Irabazi-Ezker Batua-Berdeak (EB-B)         | 4,24  | 0          | 5,07  | 0          | 7,97  | 1          | 2,24  | 0          | 6,86  | 1          |
| Partido Popular del País Vasco (PP)                           | 0,59  | 0          | 0,84  | 0          | —     | —          | 3,84  | 0          | 5,41  | 0          |
| Aralar                                                        | —     | —          | —     | —          | —     | —          | 22,86 | 3          | 25,26 | 4          |
| Eusko Alkartasuna (EA)                                        | —     | —          | —     | —          | —     | —          | —     | —          | 22,57 | 3          |

En las elecciones municipales de 2015 concurrieron cuatro candidaturas: EAJ-PNV, PSE-EE, e Irabazi. Se proclamó vencedor EAJ-PNV con 1615 votos, 985 votos más que en los comicios previos, superando a EH Bildu. El cabeza de lista de EAJ-PNV, Unai Elkoro Oianguren, fue proclamado alcalde.

### Organización territorial
Las anteiglesias son antiguas aldeas que quedaron adscritas a la localidad de Arechavaleta cuando se formó la universidad de Arechavaleta en 1630. A lo largo de la historia han mantenido una fuerte personalidad propia; así, por ejemplo, constituyen todavía parroquias diferentes de Arechavaleta. En la actualidad el crecimiento del núcleo urbano del municipio unido al despoblamiento de las anteiglesias las ha convertido en pequeños barrios rurales que suman algo menos del 5% de la población y han perdido importancia en el conjunto del municipio. Sin embargo, la mayor parte del término municipal de Arechavaleta es territorio de las anteiglesias:
- Aozaraza (Aozaratza): 53 habitantes.
- Arcaraso (Arkarazo): 47 habitantes.
- Arenaza (Areantza o Arientza): 36 habitantes.
- Galarza[cita requerida] (Galartza): 55 habitantes.
- Goroeta[7] (Korueta): 28 habitantes.
- Isurieta (Izurieta): 12 habitantes.
- Larrino: 59 habitantes

## Localidades hermanadas
- Bayona, España
- Baza, España
- Baños de Cerrato, España
- Cádiz, España
- Palencia, España
- Valencia de Don Juan, España